# Hubert Franz Hoefer

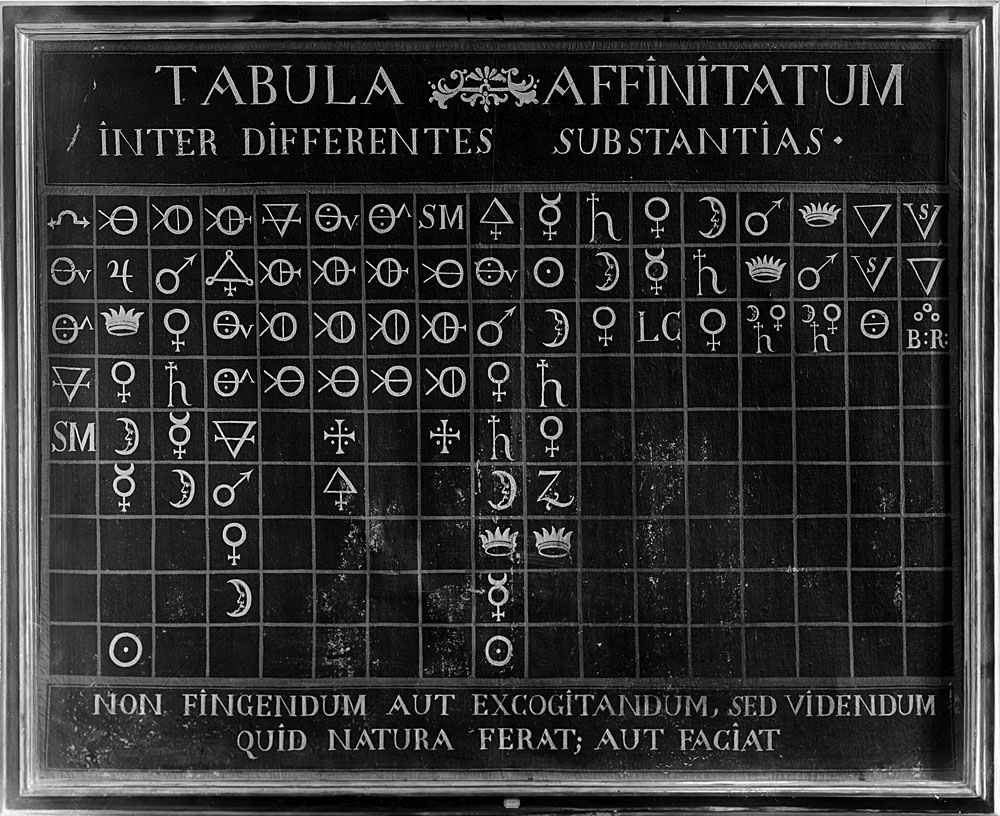
Tabula affinitatum

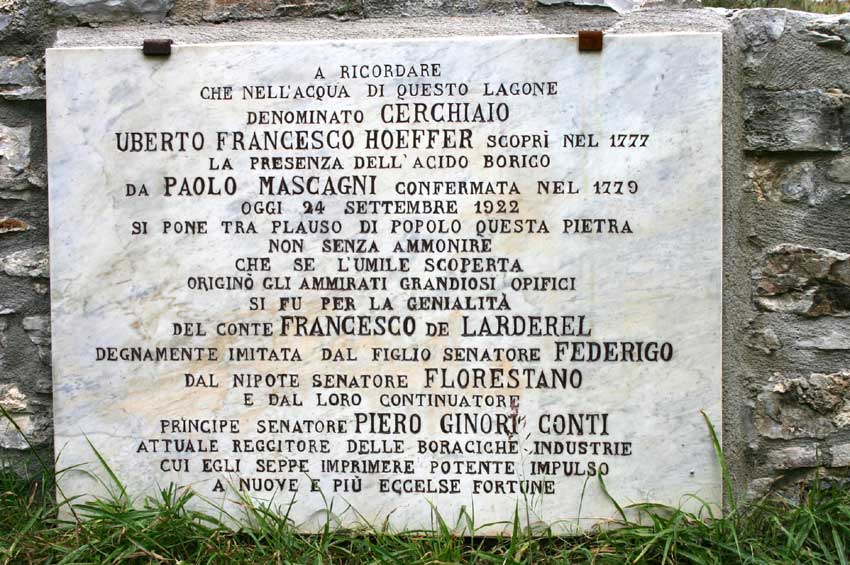
Gedenkstein für Uberto Francesco Hoefer

Hubert Franz Hoefer (* 1728 in Köln; † 19. März 1795 in Wien) war ein deutscher Apotheker, Chemiker und Direktor der großherzoglichen toskanischen Hofapotheke in Florenz.

## Leben
Hubert Franz Hoefer war der Sohn des Mediziners Johann Philipp Hoefer und wurde am 4. Oktober 1728 in der Kirche von St. Kolumba in Köln getauft.
Ab 23. Dezember 1752 war er an der Medizinischen Fakultät der Universität Strassburg immatrikuliert (Matrikel-Nr. 1454).
1765 kam er im Gefolge des Großherzogs Peter Leopold von Habsburg-Lothringen nach Florenz und wirkte ab dieser Zeit als Apotheker und Chemiker und später auch als Direktor der großherzoglichen toskanischen Hofapotheke.
1766 gab er für die Apotheke des Großherzogs von Florenz die Tabula affinitatum, eine Tabelle der chemischen Affinitäten zwischen Substanzen, heraus. Diese große Tabelle (Öl auf Leinwand, 1540 × 1300 mm) sollte dem Arzneimittelhersteller helfen, die Verbindungen zu identifizieren, die am ehesten miteinander kombiniert werden können. Die Substanzen werden durch traditionelle alchemistische Symbole und die im 17. und frühen 18. Jahrhundert gebräuchliche Symbolsprache identifiziert. Die florentinische Tabelle enthält jedoch nicht das Symbol der Luft, da diese in einer Zeit zusammengestellt wurde, in der die Luft als chemisch aktive Substanz noch nicht vollständig bekannt war. Die Tabula affinitatum befindet sich heute im  Istituto e Museo di Storia della Scienza in Florenz.
1777 gelang ihm die Nachweis von Borsäure in der geothermisch aktiven Region bei Monterotondo Marittimo in der Toskana.
Er war Mitglied der Akademie der Wissenschaften in Siena und der botanischen Gesellschaft in Florenz.
Am 18. Dezember 1789 wurde Hubert Franz Hoefer unter der Matrikel-Nr. 902 mit dem akademischen Beinamen Athenaeus III. als Mitglied in die Leopoldina aufgenommen.

## Schriften
- Memoria sopra iI fale fedativo naturale della Toscana e de Borace, che con quello si compone etc. Firenze 1778 (Digitalisat)
- Memoire sur le sel sedatif naturel de la toscane et du borax. Florence 1779 (Digitalisat)
- mit Franz Benedikt Hermann: Herrn Hubert Franz Höfers, Direktors der großherzoglichen Hofapotheke in Florenz, und Mitglieds der Akademie der Wissenschaften in Siena, und der botanischen Gesellschaften in Florenz, Nachricht von dem in Toskana entdeckten natürlichen Sedativsalze, und von dem Boraxe, welcher daraus bereitet wird; aus dem Italienischen übersetzt von B. F. Hermann. Wappler, Wien 1781 (Digitalisat)